# Senebhenas

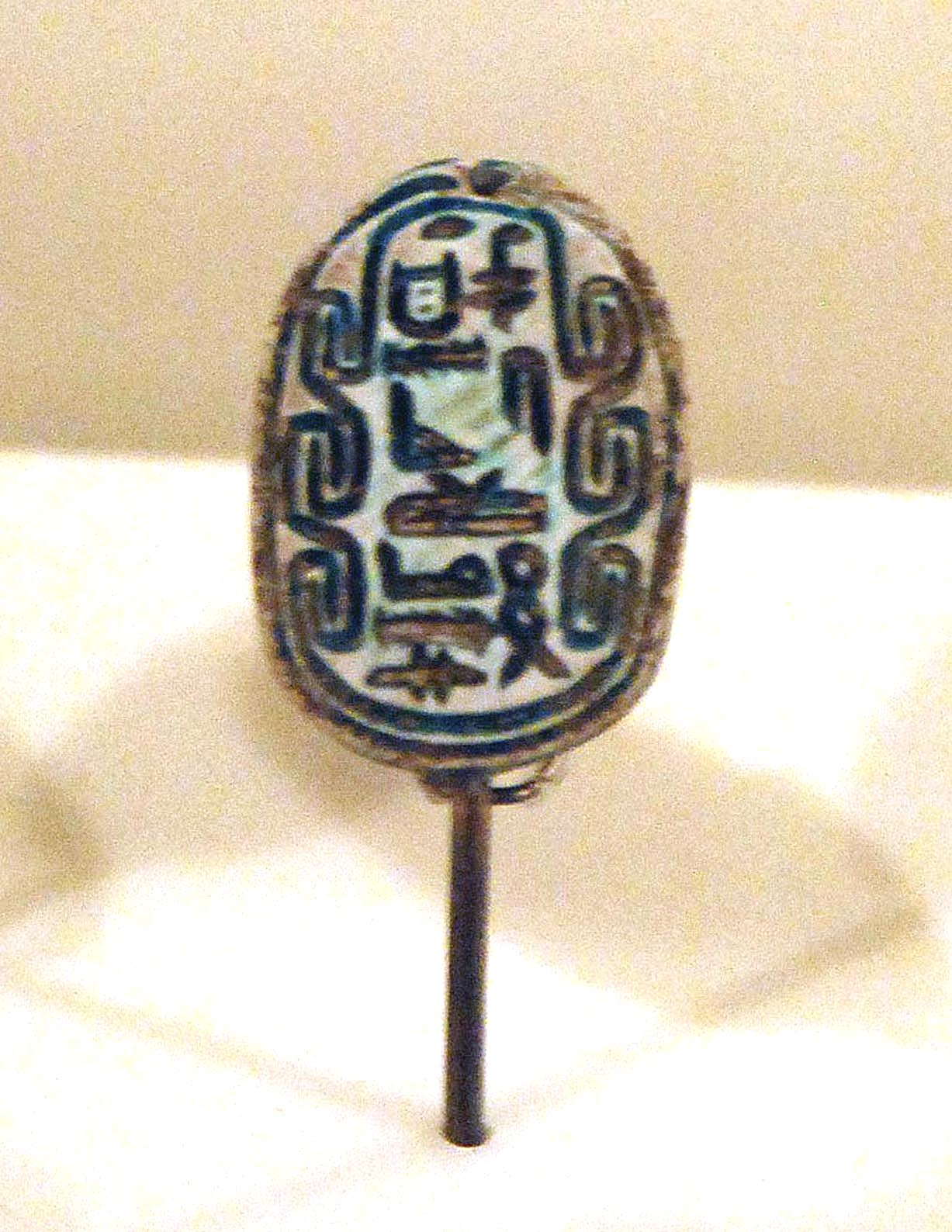
Segell de Senebhenas.

Senebhenas (snb-ḥnˁ=s, "La salut és amb ella") va ser una reina egípcia de la XIII dinastia. Era la dona del rei Sobekhotep III, que va regnar vers el 1750 aC.
A aquesta reina se la coneix principalment per una estela de pedra trobada a Uadi el-Hol. En aquesta estela se la cita amb una llarga sèrie de títols, entre els quals el de "Dama de totes les terres", "Dona del Rei" i "Unida amb la corona blanca". S'hi mostra dempeus darrere de la "Mare del Rei" anomenada Jeuhetibeu, indicant que Senedhemas seria l'esposa principal del rei; a l'escena també hi apareix una altra esposa de Sobekhotep III anomenada Neni.